# صدف اسفنجی
صدف اسفنجی (نام علمی: Cryptostrea permollis) نام یک گونه از تیره چروک‌صدفان است.